# Johanna Senfter
Johanna Senfter (Oppenheim, 27 de noviembre de1879 – Oppenheim, 11 de agosto de 1961) fue una compositora alemana. 

## Vida

### Familia
Nació en 1879, y fue la menor de los seis hijos de Elise y Georg Senfter. Su abuelo materno fue el farmacéutico y fabricante de quinina de Oppenheim, Friedrich Koch (1786-1865), que logró extraer un agente antipirético y antiinfeccioso de la corteza de la Cinchona contra la malaria, que también estaba desenfrenada en Oppenheim en ese momento. Para producir esta quinina, estableció su propio laboratorio farmacéutico en Alemania en el antiguo Rodensteiner Adelshof. La exitosa producción del medicamento fue acompañada por el auge social y financiero de la familia Koch. El hijo del fundador de la compañía, Carl Koch, finalmente se convirtió en alcalde y, gracias a sus logros, en un ciudadano honorario de la ciudad. 
El padre de Johanna, Georg Senfter, dueño de una tienda de ladrillos, carbón y madera, también era considerado rico. Se casó con Elise, la hermana de Carl Koch, y compró el imponente Sparrhof, una antigua residencia aristocrática (Katharinenstrasse 16 en Oppenheim), que incluía una bodega que anteriormente perteneció a la familia von Cronberg. En 1864 se unió a la empresa Chinin de Carl Koch como director gerente, co-emprendedor y financiero. 
Ambas familias pertenecían a la clase social alta y disfrutaban de una vida acomodada. 

### Infancia y primeros pasos
Johanna Senfter y sus cuatro hermanas fueron educadas en internados de niñas y recibieron lecciones de piano y canto de acuerdo al ideal educativo de la época. Los padres amantes del arte y la música apoyaron el talento de su hija Johanna, que fue reconocido desde la infancia. Una enfermedad grave de difteria entre los 9 y 13 años supuso un corte repentino en una infancia sin preocupaciones. Aunque se recuperó, su inestable salud determinó en gran medida su vida desde entonces. 
Después de su recuperación, asistió al Instituto Frielinghaus de Frankfurt, un reconocido internado de niñas, y comenzó a los 16 años, en marzo de 1895, en el Conservatorio Hoch en Frankfurt am Main estudiando Teoría y Composición musical (con Iwan Knorr), violín (con Adolf Rebner), piano (con Karl Friedberg) y órgano (con Prof. Gelhaar). Después de 8 años de estudio, recibió su título en junio de 1903 decidida a profundizar su conocimiento musical y su técnica de composición. 

### Estudiante de Max Reger

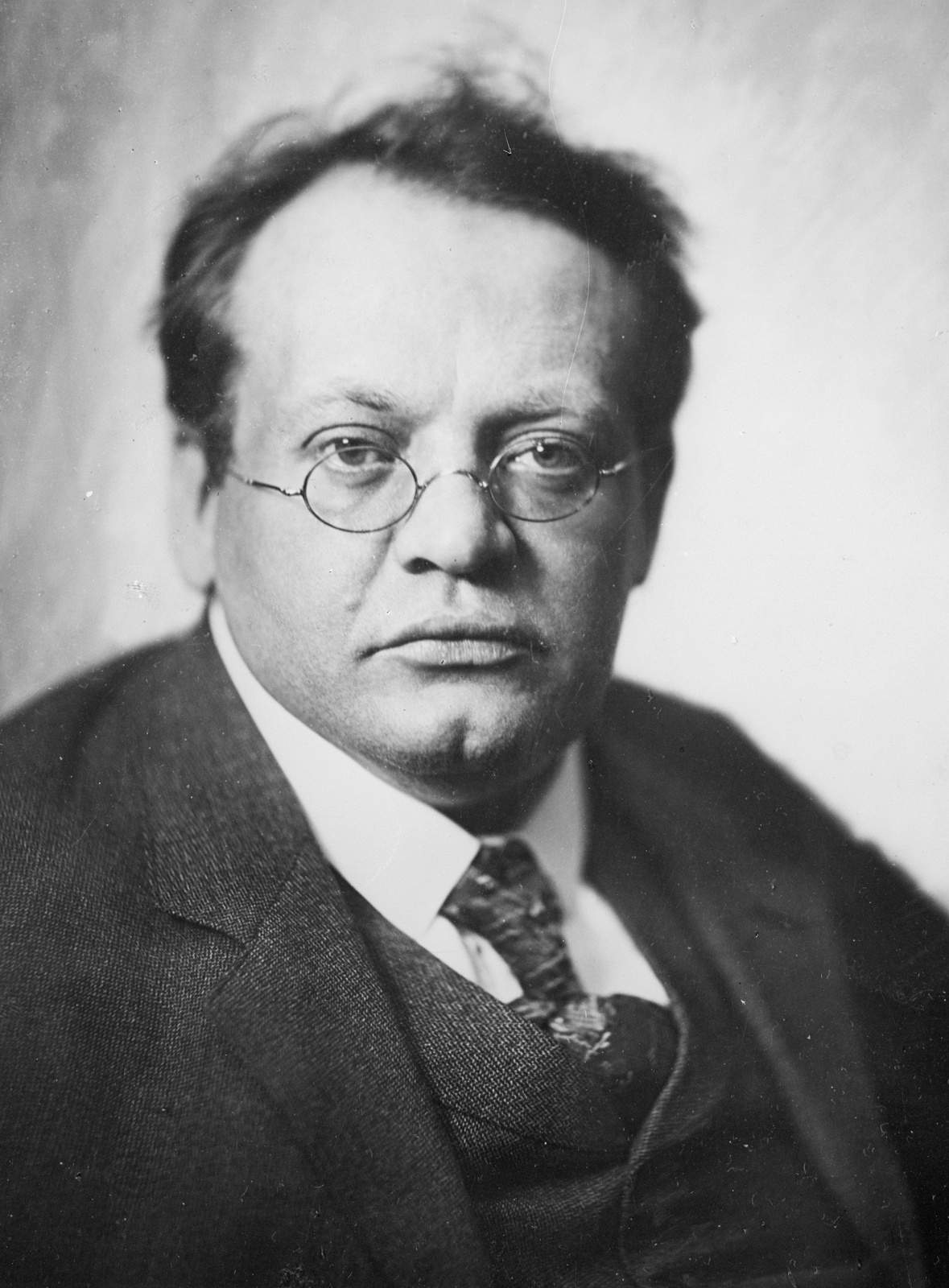
Max Reger

De marzo de 1908 a 1910 fue alumna de Max Reger (desde octubre de 1908 en la clase de Composición de Reger en el Real Conservatorio de Leipzig), quien reforzó su independencia de estilo, enfatizó su magnífico talento musical y la reconoció como su mejor alumna. Se graduó en el conservatorio con mención honorífica en julio de 1909. 
En 1910 recibió el Premio Arthur Nikisch a la mejor composición estudiantil del año.
Hasta la muerte de Reger en 1916, las familias Reger y Senfter mantuvieron un estrecho contacto. 

### Intenso período creativo
Después de la muerte de Reger en 1916, Johanna Senfter comenzó una fase de máxima creatividad con numerosas composiciones y apariciones en conciertos. En 1921 fundó la Asociación Musical de Oppenheim y organizó sus series de conciertos, en la que también interpretó sus propias obras. En 1923, fundó la Asociación Bach de Oppenheim y dirigió regularmente Cantatas de Bach. 
Compuso más de 134 obras de todos los géneros con la excepción de la ópera (algunos mencionan 180, incluyendo 9 sinfonías, 26 obras orquestales con solos vocales e instrumentales, música de cámara en diversas instrumentaciones, obras para órgano, coros y canciones) y dio numerosos conciertos para piano, violonchelo, violín y viola . 
Compuso hasta la vejez y animó la vida musical de su ciudad natal, Oppenheim (Alemania), donde vivió hasta su muerte en 1961.

### Aislamiento elegido
La artista tímida y humilde, que trabajó muy aislada, se cerró a un público más amplio (“Escucha y toca mi música, entonces me entenderás"). Senfter dedicó su vida a la música y fue olvidada después de su muerte en 1961. Los prejuicios sobre las compositoras, a quienes se les negó la capacidad de trabajar creativamente en este campo hasta bien entrada la segunda mitad del siglo XX, contribuyeron a ello ("Si no fuera mujer, lo tendría más fácil").

### Legado y redescubrimiento
Después de su muerte, los manuscritos de Johanna Senfter se añadieron a la colección de la Academia de Música de Colonia. Su patrimonio musical no ha sido totalmente catalogado hasta el día de hoy. Desde hace algunos años, se han multiplicado los intentos de redescubrir la obra de la apasionada compositora, que había caído en el olvido, y de darla a conocer mediante la publicación de partituras y conciertos. La pianista Monica Gutman en particular está tratando de dar a conocer la música de Johanna Senfter en el área del Rin-Meno.

## Obras
- 27 obras sin número de opus (autografiados en la Universidad de Música de Colonia), incluidos ocho pasacalles, siete fugas para piano (1909), un arreglo de una fuga de Bach en sol menor y una suite para violín y piano
- A partir de 1907, el catálogo de composición en su propia letra de su lista de composiciones con 134 óperas numeradas
- Las primeras ya son composiciones para orquestas y conjuntos de música de cámara (sugiere amplios estudios preliminares)
- Alrededor de 1908 en forma barroca: dos suites orquestales (opus 2 y 5), Pasacalle para dos pianos (opus 14), una fantasía y fuga para órgano (opus 30) y varios preludios corales.
- Después de sus propios estudios de composición en el campo de los nuevos estilos musicales y la influencia de Reger, produjo muchas otras composiciones, como la Sonata en sol mayor para violín y pianoforte, por la que recibió el Premio Arthur Nikisch como mejor composición en 1908
- A partir de 1911, aumentaron las interpretaciones exitosas de sus composiciones, como la sonata para violonchelo (opus 10)
- En 1914 la primera de sus nueve sinfonías
- Bajo continuo (realización) de 15 cantatas de Johann Sebastian Bach para la Asociación Bach, fundada en 1923.